# Mercedes-Benz 300 SL
Mercedes-Benz 300 SL (tovární označení Mercedes-Benz W198) je dvousedadlový sportovní vůz. Firma Mercedes-Benz představila vůz 300 SL v únoru 1954 na International Motor Sports Show v New Yorku. Vozy byly v letech 1954 až 1957 vyráběny jako kupé s dveřmi otevíranými nahoru a od roku 1957 do roku 1963 ve verzi roadster.
Hlavním poznávacím znakem vozu 300 SL jsou jeho dveře připomínající rozevřená křídla racka, které jsou zavěšeny na střeše a otevírají se nahoru. Toto nebyl jen módní výstřelek konstruktérů. Uprostřed vozu byla umístěna lehká, avšak komplikovaná trubková konstrukce, která zasahovala až do prostoru, kde jsou běžně umístěny dveře. Proto se konstruktéři rozhodli zavěsit dveře na střechu.

## Parametry
- Délka: 4521 mm
- Šířka: 1778 mm
- Rozvor náprav: 2400 mm
- Pohotovostní hmotnost: 1157 kg
- Motor: řadový šestiválec 2996 cm³
- Největší výkon: 142 kW
- Největší točivý moment: 281 Nm/5000 min−1
- Převodovka: mechanická čtyřstupňová s přímým řazením
- Pohon: zadní kola
- Největší rychlost: 250 km/h
- Zrychlení z 0 na 100 km/h: 8,3 s
- Celkový počet vyrobených kusů: 1400